# سیارک ۱۶۷۳۱
سیارک ۱۶۷۳۱ (به انگلیسی: 16731 Mitsumata، نامگذاری:1996HK1) شانزده هزار و هفتصد و سی و یکمین سیارک کشف شده‌است که در ۱۷ آوریل ۱۹۹۶ کشف شد.
قدر مطلق سیارک برابر ۱۵٫۲۰ است.